# (15588) 2000 GO79
A (15588) 2000 GO79 a Naprendszer kisbolygóövében található aszteroida. A LINEAR projekt keretében fedezték fel 2000. április 5-én.